# بلامين تشيبيف
بلامين ديميتروف تشيبيف ( بلامين د. تشيبيف ) هو اقتصادي بلغاري متميز، وأستاذ في معهد الدراسات الاقتصادية التابع للأكاديمية البلغارية للعلوم وكلية العلوم الاقتصادية والاجتماعية بجامعة باييسي هيليندارسكي في بلوفديف .

## التخصص
أبحاثه الأكثر شمولاً كانت في مجال حوكمة الشركات ومراقبتها. تم إجراء العديد من الدراسات الوطنية والدولية في هذا المجال كقائد أو مشارك. ومن بينها: "خطط الخصخصة الجماعية في بلدان أوروبا الوسطى والشرقية. التأثير على حوكمة الشركات ومراقبتها." "حوكمة الشركات في عملية انضمام بلغاريا إلى الاتحاد الأوروبي - منظور مجالس إدارة الشركات"، تقرير البنك الدولي عن الامتثال للمعايير والقوانين - بلغاريا، حوكمة الشركات 2008، إلخ. شارك في المؤتمر الدولي لحوكمة شركات البنوك في جنوب شرق أوروبا 2011.
خلال الفترة 2001 - 2006، عمل بنشاط كخبير في مجال حوكمة الشركات من بلغاريا وشارك في جميع اجتماعات المائدة المستديرة حول مراقبة الشركات التابعة لمنظمة التعاون الاقتصادي والتنمية (OECD)، والتي توجت أعمالها بـ الكتاب الأبيض حول حوكمة الشركات في جنوب شرق أوروبا. يقدم الكتاب الأبيض مجموعة من التوصيات العملية ويعمل كأداة لتحديد الأولويات وتنفيذ الإصلاحات على المستوى الوطني أو المؤسسي. إن توصيات الكتاب الأبيض التي تم الإجماع عليها هي أداة لتعزيز الإدارة الجيدة للشركات في المنطقة، وكذلك لتقييم التقدم الذي تحرزه البلدان الفردية. والغرض منها هو تقديم التوجيه للبلدان أثناء قيامها بوضع قواعد جديدة وتطوير مبادرات جديدة لتحسين إدارة الشركات. وكانت النتيجة الأكثر أهمية لسلسلة الموائد المستديرة هي إدخال وتحسين معايير حوكمة الشركات في هذه البلدان.
ومن الأعمال التي تلخص أبحاثه في مجال حوكمة الشركات كتاب "تحديات حوكمة الشركات في بلغاريا. المبادئ والممارسات الجيدة، القضايا والحلول، الموارد."، أد. 2009.

## مرجع السيرة الذاتية
بلامين تشيبيف من مواليد يوم 2 يناير 1959 في صوفيا . أكمل تعليمه الثانوي بنتائج ممتازة في مدرسة النخبة السابعة الثانوية "Sveti Sedmochiselnitsi" . وفي عام 1984 تخرج من جامعة الاقتصاد الوطني والعالمي (ج.ا.و.ع) بدرجة الماجستير في "الاقتصاد السياسي" و"الصحافة الاقتصادية"، وفي العام التالي تخصص في "منهجية التدريس" في نفس الجامعة.
في عام 1990، دافع بنجاح عن أطروحته حول "عمليات التكامل في الاقتصاد الوطني على مستوى مجمع الإنتاج (بلقانكار)" في معهد الاقتصاد (معهد الدراسات الاقتصادية) التابع لـ BAS وفي نفس العام بدأ العمل في معهد الاقتصاد (معهد الدراسات الاقتصادية) في BAS. المعهد كمساعد باحث.
وفي الفترة من 1992 إلى 2010، طور مهنة علمية ناجحة كباحث مشارك من الدرجة الثانية، وباحث مشارك من الدرجة الثانية، وباحث مشارك من الدرجة الأولى، وباحث مشارك أول وأستاذ مشارك.
وفي عام 2012، تم انتخابه أستاذاً في معهد الدراسات الاقتصادية التابع لـ BAS.
منذ عام 2006، كان أستاذًا مشاركًا، ومنذ عام 2016 أستاذًا للنظريات الاقتصادية في جامعة بايسي هيليندارسكي في بلوفديف.
تمت دعوته كأستاذ زائر في عدد من الجامعات الأوروبية والأمريكية المرموقة.
وهو متخصص في برامج فولبرايت، المجلس الثقافي البريطاني، ACE (EC)، NUFIC (هولندا)، المعهد السويدي.
لديه أكثر من 70 منشورا علميا باللغتين البلغارية والإنجليزية، تليها أربعة كتب في بلغاريا وكتاب واحد في الخارج، وهو محررها.
إنهم ملتزمون بمشاكل النهج المؤسسي والتطوري في النظرية الاقتصادية، وتأثير الأزمة المالية العالمية على الاقتصاد البلغاري وبرنامج التدابير المضادة من قبل الحكومة البلغارية.

## التدريبات
- 1992 - الاقتصاد والمالية العامة والمال والبنوك وغيرها. الدورات التدريبية في: جامعة ديلاوير، الولايات المتحدة الأمريكية - التحالف البلغاري للتعليم في الإدارة والاقتصاد واللغة الإنجليزية. لغة. شهادة؛
- 1993 - اللغة الإنجليزية للبحث الأكاديمي في: مؤسسة اللغة الإنجليزية؛ ادنبره، المملكة المتحدة. شهادة. باحث تشيفنينج؛
- 1993 - الخصخصة وإصلاح المؤسسات العامة، جامعة ستراثكلايد غلاسكو، المملكة المتحدة. شهادة؛ زميل تشيفنينج؛
- 1994 - اقتصاد السوق - البنك الدولي EDI (معهد التنمية الاقتصادية) الجامعة الصيفية في براتيسلافا، تشيكوسلوفاكيا وفيينا، النمسا. شهادة زميل EDI؛
- 1996 - الاقتصاد والقانون - إعداد دورة جامعية في جامعة ماستريخت، ماستريخت، هولندا. NUFIC [مؤسسة الجامعة الهولندية للتعاون الدولي] أستاذ زائر؛
- 2000 - حوكمة الشركات في أوروبا الوسطى والشرقية - مشروع بحث مشترك ومحاضرات في جامعة سودرتورن ، ستوكهولم، السويد. Svenska Institutet [المعهد السويدي] أستاذ زائر؛
- 2008 - دورة متقدمة في النظم الاقتصادية المقارنة (محاضر) والنظرية الاقتصادية ما بعد الكينزية (باحث) في UMKC (جامعة ميسوري-كانساس سيتي)، ميسوري، الولايات المتحدة الأمريكية. فولبرايت أستاذ زائر.[4]

## خبرات التدريس
يتمتع البروفيسور بلامين تشيبيف بخبرة تعليمية غنية وطويلة الأمد، وهي:
- أستاذ النظريات الاقتصادية في جامعة بلوفديف "بايسي هيليندارسكي" ؛
- أستاذ زائر في UMKC كانساس سيتي، ميسوري، الولايات المتحدة الأمريكية، الدورة رقم 5505 النظام الاقتصادي المقارن المتقدم والدورة رقم 5608 موضوعات في النظرية الاقتصادية؛
- أستاذ مشارك في الاقتصاد، منظمة. السلوك والإدارة؛ VUMK ألبينا، دوبريتش وصوفيا [جامعة بورتسموث الدولية]؛ باللغتين الإنجليزية والبلغارية.
- أستاذ مشارك في الاقتصاد بجامعة فيليكو تارنوفو "سانت بطرسبرغ". "القديس كيرلس وميثوديوس" وII BAS (برنامج الماجستير)؛
- أستاذ مشارك في الاقتصاد في جامعة EKIU بلوفديف؛
- أستاذ مشارك في حوكمة الشركات في جامعة فارنا الحرة "Chernorizets Hrabar" ؛
- أستاذ مشارك في إدارة الشركات في جامعة إنديانا – فارنا ;
- أستاذ مشارك في إدارة الشركات في الأعمال التجارية الدولية والاقتصاد والقانون والنظريات الاقتصادية والاقتصاد الدولي، الخ. جامعة فيليكو تارنوفو "سانت. القديس كيرلس وميثوديوس" ؛
- أستاذ مشارك في النظرية الاقتصادية في جامعة بورغاس الحرة .

## الكتب والمجموعات العلمية (مجمع/محرر)
- مينشيف، بيتكوفا، تشيبيف وبوشناكوف، 2007، الشركات العامة وتطوير البورصة في بلغاريا: مسارات متناقضة لنموذج الشركات البلغارية، صوفيا، الطبعة الأكاديمية. "مارين درينوف"، 180 صفحة. ISBN 978-954-323-178-3 (Mintchev, V., Petkova., R., Tchipev, P.D., and V. Boshnakov, 2007. الشركات العامة وتطوير البورصة في بلغاريا: المسارات المتناقضة لنموذج الشركات البلغارية، صوفيا: دار أكاد م. درينوف، صوفيا).

تشيبيف، ب. (محرر) 2004، الشركة
- تشيبيف، ب. (محرر) 2004، حوكمة الشركات في التنمية: بلغاريا 2002-2004، صوفيا: مركز دراسة الديمقراطية. تم الاسترجاع 23 يوليو 2010. ISBN 954-477-124-7. (تشيبيف، P.D. ed.، 2004. حوكمة الشركات في التنمية: بلغاريا 2002-2004 صوفيا: مركز دراسة الديمقراطية. تم الوصول إليه في 23 يوليو 2010
- Backhaus, J. G., Stephen, F. H., Tchipev, P. (eds)، 2003. الخصخصة الجماعية في دول وسط وشرق أوروبا، برادفورد: MCB Univ. الصحافة، 276 ص.] ISBN 0-96176-893-0 (Backhouse Y. F. Stephen، and P. Chipev.، (eds.)، 2003، الخصخصة الجماعية في دول أوروبا الوسطى والشرقية).

1. ↑  www.oecd.org نسخة محفوظة 2021-03-10 على موقع واي باك مشين.
2. ↑  www.researchgate.net نسخة محفوظة 2016-04-21 على موقع واي باك مشين.
3. ↑  Пловдивския университет „Паисий Хилендарски“
4. ↑  "www.fulbright.bg" (PDF). مؤرشف من الأصل (PDF) في 2021-01-17. اطلع عليه بتاريخ 2017-05-16.

قالب:СОРТКАТ:Чипев, Пламен